# Szepietowo (gmina)
Szepietowo – gmina miejsko-wiejska w województwie podlaskim, w powiecie wysokomazowieckim.
W latach 1973–84 gmina nosiła nazwę Szepietowo-Stacja. W latach 1975–1998 gmina położona była w województwie łomżyńskim.
Siedzibą gminy jest Szepietowo.
Gmina znajduje się w zachodniej części województwa podlaskiego.
Szepietowo jest gminą rolniczą. Posiada korzystne położenie komunikacyjne.
Według danych z 30 czerwca 2004 gminę zamieszkiwały 7522 osoby, a w 2010 były 7282 osoby. Natomiast według danych z 31 grudnia 2019 roku gminę zamieszkiwało 6890 osób.

## Demografia

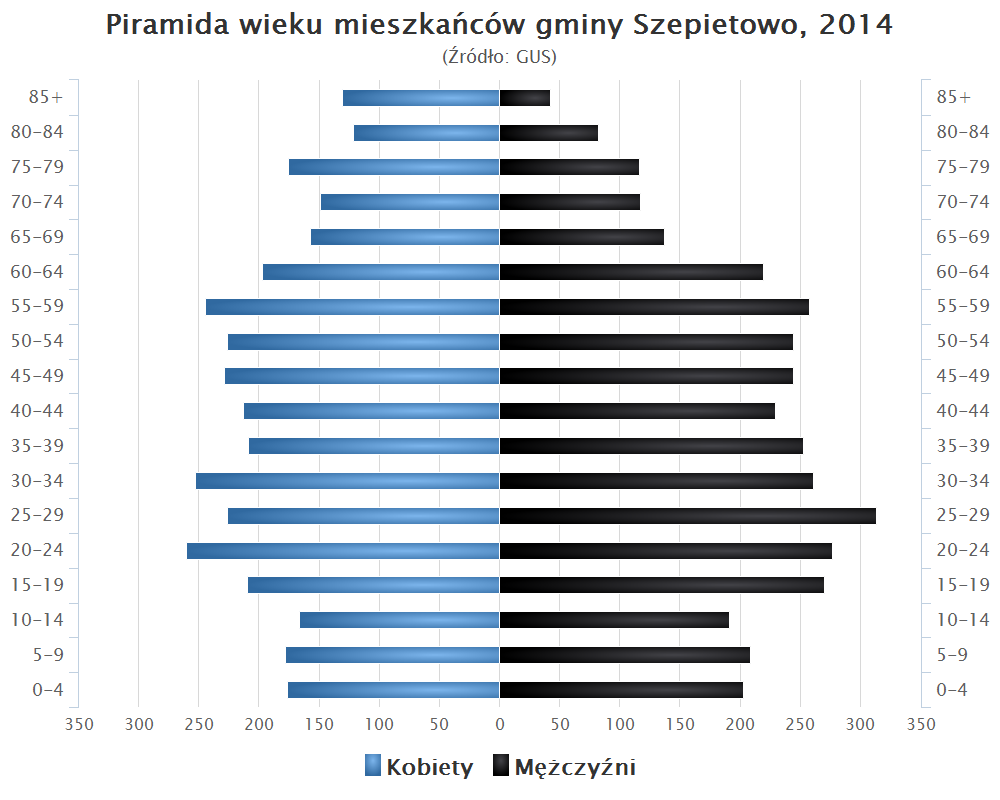
Piramida wieku mieszkańców gminy Szepietowo w 2014 roku

Dane z 30 czerwca 2004:
| Opis                              | Ogółem | Ogółem | Kobiety | Kobiety | Mężczyźni | Mężczyźni |
| --------------------------------- | ------ | ------ | ------- | ------- | --------- | --------- |
| jednostka                         | osób   | %      | osób    | %       | osób      | %         |
| populacja                         | 7522   | 100    | 3746    | 49,8    | 3776      | 50,2      |
| gęstość zaludnienia (mieszk./km²) | 49,5   | 49,5   | 24,7    | 24,7    | 24,9      | 24,9      |

## Oświata
Na terenie gminy znajduje się 7 placówek wychowania przedszkolnego, 5 szkół podstawowych i gimnazjum, kino oraz Gminny Ośrodek Kultury.

## Środowisko
Długość okresu wegetacyjnego jest krótsza niż na zachodzie kraju i wynosi w zależności od roku, ok. 190 – 200 dni.
Powierzchnia ogólna gminy wynosi 151,9 km². Gmina stanowi 11,85% powierzchni powiatu.
Struktura użytkowania gruntów na obszarze gminy (stan na 2002 r):
- użytki rolne: 75,3%, w tym:
  - grunty orne: 63,5%
  - pastwiska trwałe: 8%
  - łąki: 3,5%
  - sady: 0,3%
- lasy i grunty leśne: 17,6%
- pozostałe grunty: 7,1%

Na terenie gminy 49% gospodarstw indywidualnych stanowią gospodarstwa o powierzchni przekraczającej 10 ha. Średnia wielkość gospodarstwa rolnego wynosi 13,3 ha użytków rolnych.
W gminie przeważają gleby bardzo dobre i dobre - dominują gleby III i IV klasy bonitacyjnej.
Hoduje się głównie bydło (ponad połowa to krowy dojne) oraz trzodę chlewną. Duża liczba gospodarstw posiada wysoką specjalizację w zakresie produkcji
mleka, czemu sprzyja uprawa roślin trawiastych (łąki i pastwiska).
Na terenie gminy znajduje się (2002 r.) ponad 290 gatunków roślin naczyniowych, w tym 55 drzew, krzewów i krzewinek. Potencjalne znaczenie gospodarcze ma
20-30% gatunków. Na obszarze gminy występuje co najmniej 150-180 gatunków zwierząt kręgowych, w tym 120-150 gatunków ptaków.

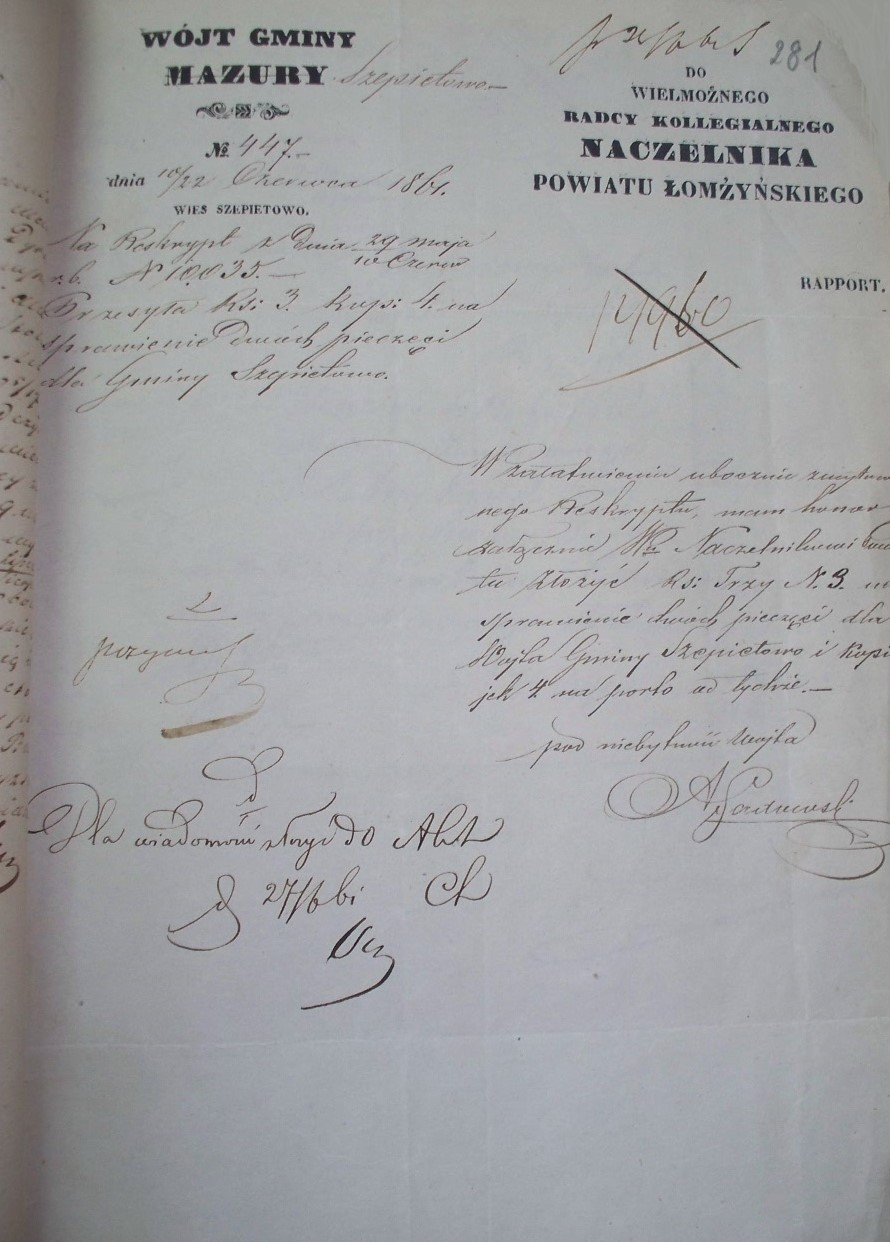
Pismo pierwszego wójta gminy Szepietowo – 1861 r.

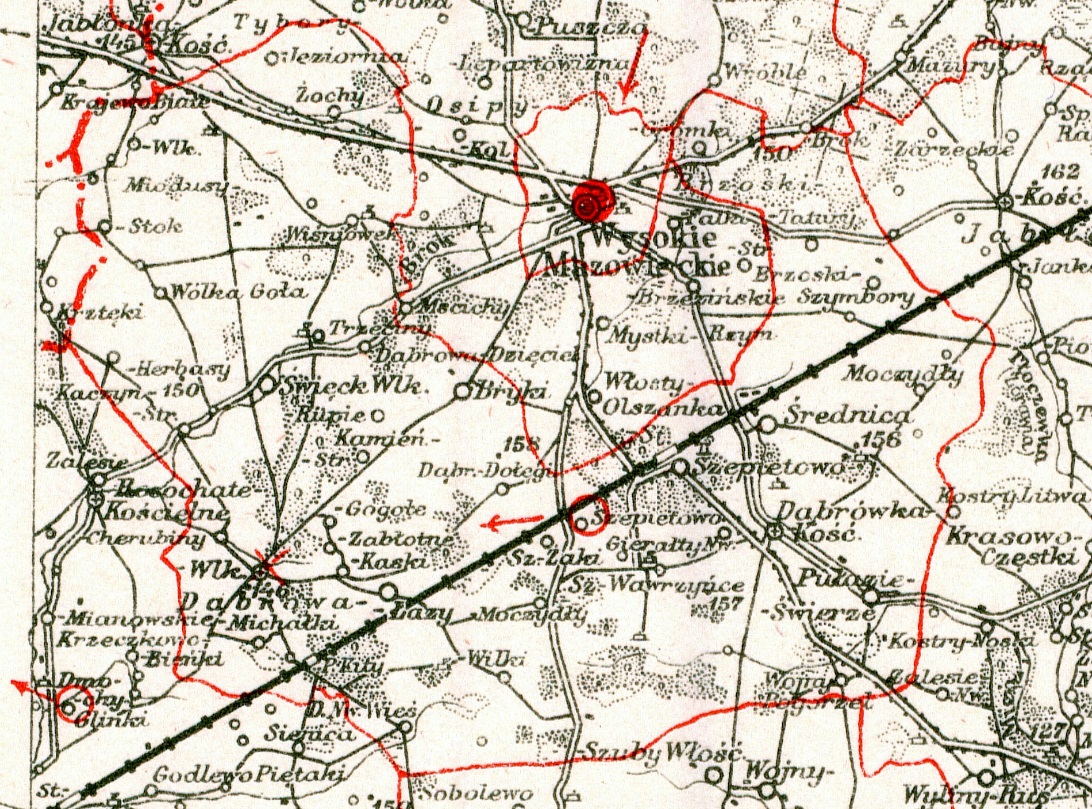
Gmina Szepietowo na fragmencie mapy z 1937 roku

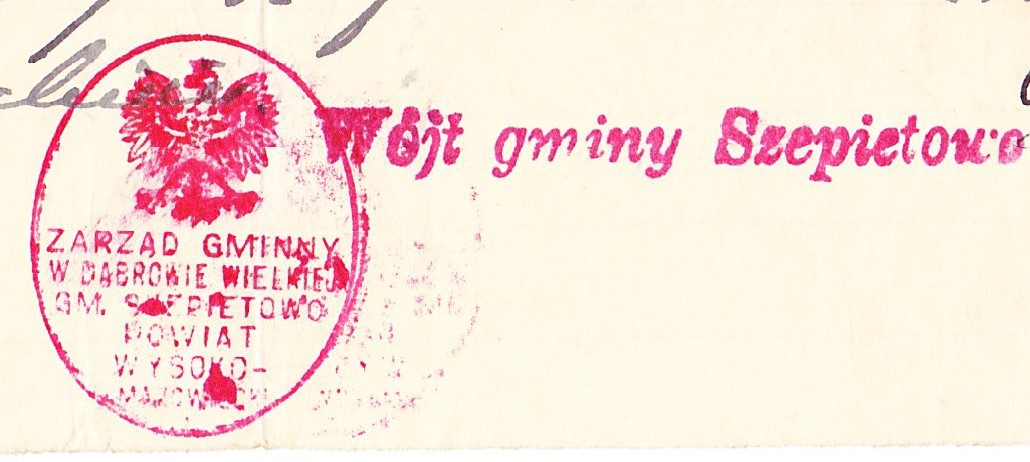
Pieczęć Zarządu Gminy Szepietowo z siedzibą w Dąbrowie Wielkiej z 1939 roku

## Wójtowie
Wójtowie pracujący w gminie (od roku 1861):

- Aleksander Kierznowski (1861) Mazury-Szepietowo
- Uszyński ? p.o. (1863,1864)[12].
- Moczydłowski (1867)
- Konstanty Średnicki (1868-1869)[13].
- Franciszek Brzoska (1869,1870,1871)
- Średnicki (1875)
- Marcin Sasinowski (1886-1898)
- Józef Bauer (ok. 1900)
- Wincenty Gołaszewski (1901)
- Franciszek Pruszyński (1902-1906)
- Władysław Dołęgowski (1910-1912)[14].
- Marcin Sasinowski (23.10.1913, 09.04.1914)[15].
- Jan Uściński
- Bronisław Święcki(od 1927,1931)
- Józef Zaremba
- Wincenty Zaremba (do 12.09.1939)
- Stanisław Stokowski
- Leonard Babiński[16].
- Aleksander Gradowski (b)(1944)
- Stanisław Wyszyński (1945)
- Stanisław Stokowski (26.09.1945)
- Bronisław Szepietowski (1946,1947)
- Wiktor Perkowski (01.01.1948)[17].
- Stanisław Opiatowski (1949)
- Jan Wojtczuk
- Józef Jóźwiak
- Kazimierz Lipiński
- Stanisław Kowalewski

Zastępcy Wójta:
- Jakub Szepietowski (1863) poległ w bitwie pod Wysokiem Mazowieckiem[18].

## Naczelnicy
Naczelnicy pracujący w gminie (od roku 1973):
- Jan Zarzecki (1-3.01.1973-1976)
- Witold Jórczykowski (1.04.1976-1986)
- Ryszard Grodzki (18.07.1986-30.04.1990)

## Wójtowie
Wójtowie pracujący w gminie (od roku 1990):
- Stanisław Roch Wyszyński (27.05.1990-31.12.2009)

## Burmistrzowie
Burmistrzowie pracujący w gminie (od roku 2010):
- Stanisław Roch Wyszyński (1.01.2010-2014)
- Robert Lucjan Wyszyński (od 16.11.2014-)

## Sołectwa
Dąbrowa-Bybytki, Dąbrowa-Dołęgi, Dąbrowa-Gogole, Dąbrowa-Kaski, Dąbrowa-Łazy, Dąbrowa-Moczydły, Dąbrowa-Tworki, Dąbrowa-Wilki, Dąbrowa-Zabłotne, Dąbrówka Kościelna, Jabłoń-Kikolskie, Jabłoń-Samsony, Kamień-Rupie, Moczydły-Jakubowięta, Moczydły-Stanisławowięta, Nowe Gierałty, Nowe Szepietowo Podleśne, Nowe Warele, Nowe Zalesie, Plewki, Pułazie-Świerże, Stare Gierałty, Stary Kamień, Stawiereje-Michałowięta, Stawiereje Podleśne, Szepietowo, Szepietowo-Janówka, Szepietowo Podleśne, Szepietowo-Wawrzyńce, Szepietowo-Żaki, Szymbory-Andrzejowięta, Szymbory-Jakubowięta, Szymbory-Włodki, Średnica-Jakubowięta, Średnica-Maćkowięta, Średnica-Pawłowięta, Warele-Filipowicze, Włosty-Olszanka, Wojny-Izdebnik, Wojny-Krupy, Wojny-Piecki, Wojny-Pietrasze, Wojny-Pogorzel, Wojny-Szuby Szlacheckie, Wojny-Szuby Włościańskie, Wojny-Wawrzyńce, Wyliny-Ruś, Wyszonki-Posele.

## Sąsiednie gminy
Brańsk, Czyżew-Osada, Klukowo, Nowe Piekuty, Wysokie Mazowieckie